# Jérémy Vachoux
Jérémy Vachoux (Thonon-les-Bains, 7 luglio 1994) è un calciatore francese, portiere dello Stade Lausanne-Ouchy.

## Carriera
Cresciuto nel settore giovanile del Saint-Étienne, dal 2010 al 2014 disputa 29 incontri con la squadra riserve. Nel 2014 viene acquistato dal Lens, dove anche qui viene aggregato alla propria squadra riserve. Ha esordito in prima squadra il 30 gennaio 2016, in occasione dell'incontro di Ligue 2 perso per 2-0 contro il Le Havre. Negli anni seguenti ha giocato nella seconda divisione francese con le maglie di Orléans e Dunkerque.
Il 12 gennaio 2023, libero da ogni vincolo contrattuale, viene ingaggiato dai venezuelani del Carabobo.

## Statistiche

### Presenze e reti nei club
Statistiche aggiornate al 18 gennaio 2023.
| Stagione         | Squadra          | Campionato       | Campionato | Campionato | Coppe nazionali | Coppe nazionali | Coppe nazionali | Coppe continentali | Coppe continentali | Coppe continentali | Altre coppe | Altre coppe | Altre coppe | Totale | Totale |
| Stagione         | Squadra          | Comp             | Pres       | Reti       | Comp            | Pres            | Reti            | Comp               | Pres               | Reti               | Comp        | Pres        | Reti        | Pres   | Reti   |
| ---------------- | ---------------- | ---------------- | ---------- | ---------- | --------------- | --------------- | --------------- | ------------------ | ------------------ | ------------------ | ----------- | ----------- | ----------- | ------ | ------ |
| 2015-2016        | Lens             | L2               | 16         | -12        | CF+CdL          | -               | -               |                    | -                  | -                  |             | -           | -           | 16     | -12    |
| 2016-2017        | Lens             | L2               | 0          | 0          | CF+CdL          | 4+2             | -2 + 0          |                    | -                  | -                  |             | -           | -           | 6      | -2     |
| 2017-2018        | Lens             | L2               | 30         | -41        | CF+CdL          | 6+2             | -4 + -4         |                    | -                  | -                  |             | -           | -           | 38     | -49    |
| 2018-2019        | Lens             | L2               | 4+3        | -3 + -5    | CF+CdL          | 2+1             | -2 + 0          |                    | -                  | -                  |             | -           | -           | 10     | -10    |
| Totale Lens      | Totale Lens      | Totale Lens      | 50+3       | -56 + -5   |                 | 17              | -12             |                    | -                  | -                  |             | -           | -           | 70     | -73    |
| 2019-2020        | Orléans          | L2               | 10         | -14        | CF+CdL          | 2+0             | -2 + 0          |                    | -                  | -                  |             | -           | -           | 12     | -16    |
| 2020-2021        | Dunkerque        | L2               | 1          | -1         | CF              | 1               | -1              |                    | -                  | -                  |             | -           | -           | 2      | -2     |
| 2021-2022        | Dunkerque        | L2               | 24         | -29        | CF              | 0               | 0               |                    | -                  | -                  |             | -           | -           | 24     | -29    |
| Totale Dunkerque | Totale Dunkerque | Totale Dunkerque | 25         | -30        |                 | 1               | -1              |                    | -                  | -                  |             | -           | -           | 26     | -31    |
| Totale carriera  | Totale carriera  | Totale carriera  | 88         | -105       |                 | 20              | -15             |                    | -                  | -                  |             | -           | -           | 108    | -120   |